# Goodbye Malinconia
Goodbye Malinconia è un singolo del rapper italiano Caparezza, pubblicato il 28 gennaio 2011 come primo estratto dal quinto album in studio Il sogno eretico.
Il brano ha visto la partecipazione del cantante britannico Tony Hadley, frontman degli Spandau Ballet.

## Descrizione
Caparezza ha affermato che «Goodbye Malinconia è nata in Inghilterra, dopo aver parlato con alcuni dei numerosi italiani emigrati a Londra», i quali gli dicevano che «loro malgrado non sarebbero più tornati nella nazione dove non riuscivano a vivere».
Il brano utilizza la metafora di una terra chiamata "Malincònia", la quale - giocando sull'omonimia - da una parte è uno stato d'animo e dall'altra è uno Stato, inteso come entità giuridica, ovvero lo Stato italiano. Nel singolo il cantante tratta dunque la realtà sociale, culturale e politica dell'Italia, che viene descritta come il Paese da cui tutti se ne vanno, la cui «situazione è più grave di un basso tuba».
Caparezza spiega la nuova atmosfera di questo suo testo, più malinconica e rassegnata rispetto ai precedenti (tant'è che l'ultima strofa da lui cantata si conclude con «metti nella valigia la collera e scappa da Malinconia»), con la volontà di «cercare in qualche modo di urtare la sensibilità delle persone attraverso delle soluzioni che magari non ti aspetti. Come se ad un certo punto io dicessi: "Ok, basta combattere, andiamocene!"».
La musica del brano, che vede il connubio di rap e synth pop, è un omaggio alle sonorità degli anni ottanta. Tony Hadley, oltre a cantare il ritornello, canta l'ultima delle tre strofe, in lingua inglese.

## Critiche
Durante un'intervista di Klaus Davi all'allora ministro per l'Attuazione del programma Gianfranco Rotondi, per il programma KlausCondicio in onda su YouTube, Rotondi ha criticato il brano di Caparezza ed il relativo video musicale, dicendosi offeso dai giudizi del cantautore «che l'Italia e Milano non meritano». Il ministro ha affermato di non ritenere lecito infangare l'immagine del proprio paese e si è detto rattristito dal fatto che «un italiano si associ ad un'operazione contro il proprio paese». Rotondi ha inoltre fatto riferimento ad una «vocazione anti-italiana nella cultura musicale» italiana, che «la sinistra sposa integralmente», aggiungendo che «nell'opposizione la leadership culturale è in mano ai cantanti, ai comici e a Saviano».
Caparezza ha risposto in più interviste alle critiche mossegli riguardo al brano, affermando che «l'obiettivo di Goodbye Malinconia è semplicemente fotografare un momento» e che «questo è ciò che fa l'artista». Ha aggiunto: «sono stimolato dalle cose che mi accadono, da ciò che vivo e da ciò che vedo, e questo mi porta poi a scriverle», facendo anche riferimento all'esperienza vissuta a Londra. Inoltre il cantautore ha puntualizzato che nel brano «non c'è una sola parola contro Milano. Ci ho solo girato il video: se l'avessi girato a Pisa avrebbero detto che era un pezzo contro Pisa? È assurda la superficialità con la quale si maneggia l'arte oggi».

## Video musicale
Il video, diretto da Riccardo Struchil e girato a Milano è stato pubblicato il 4 febbraio 2011.

## Tracce
1. Goodbye Malinconia (feat. Tony Hadley) – 4:48 (Caparezza, Tony Hadley)

## Formazione
Musicisti
- Caparezza – voce
- Tony Hadley – voce
- Alfredo Ferrero – chitarra, sitar, Hughes & Kettner Coreblade
- Giovanni Astorino – basso elettrico, violoncello, direzione orchestra
- Gaetano Camporeale – Rhodes, Wurlitzer, Hammond
- Rino Corrieri – batteria acustica
- Giuliano Teofrasto – tromba, flicorno
- Damiano Tritto – trombone
- Serena Capuano – viola
- Alessandro Terlizzi – contrabbasso

Produzione
- Carlo U. Rossi – produzione artistica, registrazione
- Caparezza – produzione artistica, pre-produzione
- Claudio Ongaro – produzione esecutiva
- Alfredo Ferrero, Gaetano Camporeale – pre-produzione
- Francesco Aiella – assistenza tecnica agli International Sound
- Antonio Baglio – mastering

## Classifiche
| Classifica (2011) | Posizione massima |
| ----------------- | ----------------- |
| Italia            | 15                |